# فرودگاه رابرتسون فیلد (داکوتای شمالی)
فرودگاه رابرتسون فیلد (داکوتای شمالی) (به انگلیسی: Robertson Field (North Dakota)) یک فرودگاه همگانی بهره‌برداری هوایی با کد یاتا none است که یک باند فرود آسفالت دارد و طول باند آن ۱۰۹۷ متر است. این فرودگاه در کشور ایالات متحده آمریکا قرار دارد و در ارتفاع ۴۹۰ متری از سطح دریا واقع شده است.